# Patrimoine en France
 (juillet 2020).
Le patrimoine en France désigne l'ensemble des richesses et possessions situées en France, ou possédées par des Français. Pays développé, la France est en 2018 le sixième pays au monde par sa richesse médiane par adulte (106 327 $), et la dixième au monde pour sa richesse moyenne par adulte (280 580 $). 

## Généralités
Le patrimoine net des ménages a progressé pour la deuxième année consécutive en 2013 en France selon l'Insee : +1,8 % en 2013 après une hausse de 1,7 % en 2012. Fin 2013, il s'établissait à 10 414 milliards d'euros, soit huit fois le revenu disponible net des ménages. Près des deux tiers du patrimoine des ménages sont constitués par des actifs immobiliers, dont la valeur a stagné en 2013. Les actifs financiers détenus par les ménages ont continué à croître à un rythme soutenu : leur valeur a progressé de 4,8 % en 2013, en raison de flux de placements toujours importants et de la revalorisation des titres détenus. Les entreprises non financières ont vu leurs fonds propres augmenter de 8 %, principalement grâce à la hausse du cours des actions. Cependant, elles investissent peu, réduisent leurs stocks et limitent leur endettement. Enfin, le patrimoine des administrations publiques est resté stable. Globalement, le patrimoine économique national s'est élevé à 13 345 milliards d'euros en 2013. Il est resté stable par rapport à 2012 et représente l'équivalent de près de huit fois le produit intérieur net de l'année.
Selon le troisième Global Wealth Report publié par le Credit Suisse Group en octobre 2012, la France reste au premier rang européen et au troisième rang mondial (après le Japon et les États-Unis) pour le nombre de personnes dont le patrimoine excède le million de dollars : 2,2 millions d'individus. En 2017, ce nombre devrait passer à 3,4 millions de personnes en France contre 2,5 en Allemagne.

## Structure
En 2010, les ménages vivant en France possèdent 93 % des avoirs (financiers, immobiliers et professionnels, bijoux, œuvres d'art, etc.). D'une valeur de 10 000 milliards d'euros, la richesse des ménages représentait cinq années de PIB de la France en 2004. Fin 2011, les €11 000 milliards de patrimoine des Français représentent six fois le PIB, répartit à hauteur de 8 000 milliards d'euros dans l'immobilier et 3 600 milliards en placements financiers.
Compte tenu d'une envolée de 111 % des prix des logements entre 1999 et 2009, le patrimoine immobilier des Français est passé de 2 360 milliards d'euros à 6 090 milliards au cours de cette période. Le nombre d'assujettis à l'ISF est passé de 212 000 foyers en 1999 à 559 000 en 2009. 
L'immobilier constitue 62 % du patrimoine des ménages français. En 2010, le patrimoine des ménages est principalement constitué de biens immobiliers (62 %). La résidence principale représente 80 % des biens immobiliers. En France, six ménages sur dix sont propriétaires de leur résidence principale ou accédants à la propriété. Dans la moitié des Français les moins riches, 22 % des ménages sont propriétaires de leur logement, contre la quasi-totalité des 10 % de ménages les mieux dotés. Un tiers des ménages propriétaires doivent rembourser des emprunts.
Le patrimoine financier des ménages représente un tiers de leur richesse. Il a crû de 54 % entre 1999 et 2009, ce qui est supérieur à la croissance de l'économie (39 %). 1 360 milliards sont stockés en assurance-vie, contre 620 milliards en 1999. 53 % du patrimoine financier des Français est investi en actions ou obligations d'autres pays.
Près d'un tiers du patrimoine d'un ménage type de 50 ans lui a été transmis par succession et donation.

## Inégalités
La moitié des ménages vivant en France déclarent, début 2010, posséder plus de 150 200 euros de patrimoine (médiane). Les 10 % des ménages les mieux dotés possèdent au minimum 552 300 euros d'actifs, soit 48 % du patrimoine. Les 10 % les plus modestes possèdent au maximum 2 700 euros, soit 205 fois moins. Entre 2004 et 2010, les inégalités de patrimoine se sont accrues en France. Le rapport entre le patrimoine moyen des 10 % de ménages les mieux dotés et celui des 50 % les moins dotés ayant augmenté de près de 10 %.
Le montant du patrimoine détenu par les ménages croît avec l'âge de la personne de référence jusqu'à 70 ans, puis décroît. Le "patrimoine net moyen" passe de 32 700 euros pour les familles dont la personne de référence a moins de 30 ans à 345 500 pour les ménages dont la personne de référence a entre 60 et 69 ans, puis baisse ensuite à 259 800 euros pour les ménages les plus âgés. 
Les indépendants (agriculteurs, commerçants…) ont un patrimoine plus important que le reste de la population. Ainsi, la moitié des ménages d'agriculteurs détient plus de 642 100 euros. 45 % de leur patrimoine est composé d'actifs professionnels. Chez les salariés, les inégalités sont importantes entre les cadres et les ouvriers.

## Évolution de 1800 à 2014
Une étude menée sous la direction de Thomas Piketty et publiée à l'été 2018 retrace l'évolution de la répartition du patrimoine en France de 1800 à 2014 : la classe aisée (les 10 % les plus riches) détenait plus de 80 % du patrimoine privé de 1800 à 1914, puis sa part s'est érodée jusqu'à tomber en 1984 à 50 % avant de remonter à 55 % en 2014 ; la classe moyenne (10 % à 50 %), dont la part n'était que de 10 à 15 % avant 1914, a vu sa part monter à 20 % en 1945, puis à 40 % en 1980 et 39 % en 2014 ; enfin, la classe défavorisée (les 50 % restants) est passée de 2 ou 3 % jusqu'en 1930 à 10 % en 1990 pour redescendre à 7 % en 2014. L'étude analyse aussi, sur la période 1970-2014, la composition du patrimoine des 1 % les plus riches : les actifs financiers dominent de plus en plus aux dépens des actifs professionnels, et fluctuent fortement en fonction de la bourse, avec un pic marqué en 2000, au sommet de la bulle des NTIC ; dans le patrimoine de la classe moyenne, c'est l'immobilier qui domine largement, avec des fluctuations liées surtout à celles des prix du marché immobilier.

## Marché de la gestion de patrimoine
En 2007, moins de 3 % des Français ont plus de 500 000 euros de patrimoine et moins de 1 % ont plus de 1,6 million d'euros. Il est considéré comme mal évalué. Le Conseil national de l'information statistique (CNIS) a récemment insisté sur la nécessité de créer de nouveaux indicateurs sur le patrimoine des Français.
En 2017, les chambres professionnelles regroupent environ 4500 CGP (conseillers en gestion de patrimoine), mais avec des profils différents : les spécialistes en fiscalité, patrimoine, immobilier, défiscalisation, financier, prévoyance, multi family office...
La part de marché des indépendants du patrimoine est de 8% environ, avec des collectes annuelles très élevées (supérieur à 10 milliards euros). La standardisation bancaire, le fait que les banques proposent des produits maison rend le choix d'un gestionnaire de patrimoine non bancaire attractif est qu'il aura une démarche de conseil, d'optimisation, de suivi sans être nécessairement focalisé sur la vente de produits.